# Zenit Irkuck
Zenit Irkuck (ros. «Зенит» Иркутск) – rosyjski klub piłkarski z miasta Irkuck.
Klub powstał na początku XXI wieku i przez wiele lat pozostawał amatorskim. W sezonie 2016/17 dołączył do rozgrywek profesjonalnej Drugiej Dywizji w grupie wschodniej, zastępując inny klub z Irkucka - Bajkał Irkuck.